# Aeropuerto Regional de Aberdeen
El Aeropuerto Regional de Aberdeen (IATA: ABR, ICAO: KABR,  FAA LID: ABR) es un aeropuerto municipal de uso público localizado 3,7 km al este del distrito financiero de Aberdeen, una ciudad del Condado de Brown, Dakota del Sur, Estados Unidos. Es mayoritariamente utilizado para la aviación general, además de por una aerolínea comercial.

## Historia
En 1923 Aberdeen albergó el primer evento aéreo realizado en Dakota del Sur.  Durante la Segunda Guerra Mundial el aeródromo fue utilizado por las Fuerzas Aéreas del Ejército de Estados Unidos como un aeródromo contratado para la formación de planeadores, poseído por Anderson & Brennan Flying Service, empezando el 25 de mayo de 1942.  La misión de la escuela era entrenar a alumnos pilotos de planeadores en operaciones de varios tipos: remolcados y de vuelo alto, tanto de día como de noche, y en ayudar a otros planeadores en el área. Principalmente utilizaron planeadores sin motor C-47 Skytrains y Waco CG-4. Inicialmente se denominaba Aeropuerto Municipal de Aberdeen y posteriormente fue cambiado a Saunders Field en 1946.

## Aerolíneas y destinos
El aeropuerto es el único aeropuerto del estado de Dakota del Sur con servicio aéreo a una única ciudad. El Aeropuerto Regional de Sioux Falls conecta con 11 ciudades y el de Rapid City con 12, mientras que los de Watertown y Pierre tienen conexión con dos ciudades. 
| Aerolíneas       | Destinos            |
| ---------------- | ------------------- |
| Delta Connection | Mineápolis/St. Paul |

## Instalaciones y aeronaves
El Aeropuerto Regional de Aberdeen cubre un área de 520 hectáreas a una elevación de 397 metros sobre el nivel del mar. Tiene dos pistas de aterrizaje: la 13/31 mide 2.103 x 30 m con una superficie de hormigón y la 17/35 es de 1.676 x 30 m con una superficie de asfalto.
Durante el periodo de 12 meses que finalizaba el 31 de diciembre de 2017 el aeropuerto registró un total de 40.152 operaciones de aeronaves, una media de 110 por día: 83% aviación general, 4% aerolíneas comerciales, 13% taxi aéreo  y <1% ejército. En aquel tiempo había 55 aeronaves basadas en este aeropuerto: 34 de un motor, 15 multi-motor, 5 jet y 1 helicóptero.
En marzo de 2018, Delta Connection es la única aerolínea comercial que actualmente opera en el Aeropuerto de Aberdeen, proporcionando vuelos diarios al Aeropuerto Internacional de Mineápolis-Saint Paul en su Canadair Regional Jet 200.

## Visitantes notables
El presidente George W. Bush aterrizó aquí a comienzos de la década de los 2000 para hablar en un rally en la Northern State University. Reba McEntire también hizo una parada aquí el 22 de julio de 2013, cuando el jet Phenom 100 en el que viajaba paró en el aeropuerto a repostar mientras iba de camino a un concierto en Edmonton, Alberta.